# 理查德·西尔斯 (学者)
理查德·西尔斯（英語：Richard Sears，1950年—），又名斯睿德、汉字叔叔，男，美国人，是居住在江苏南京的汉字学者。